# Vlag van Brabant (België)
De vlag van Brabant of de Brabantse leeuw is een heraldiek symbool dat sinds de 12e eeuw verbonden is met het hertogdom Brabant. De gouden leeuw met rode tong en klauwen (Leo Belgicus) op een zwart schild staat voor kracht, moed en heerschappij. Dit wapen werd door de hertogen van Brabant gebruikt en is vandaag de dag terug te vinden op de vlaggen en wapens van sommige Belgische en Nederlandse provincies.

## Blazoenering
De omschrijving van de vlag is als volgt: "In zwart een leeuw van goud, genageld en getongd van keel"
De vlag is volledig gebaseerd op het wapen van Brabant en ziet er dus helemaal hetzelfde uit.

## Oorsprong van de Brabantse leeuw
De keuze voor de leeuw als heraldisch symbool voor Brabant (en de Lage Landen) heeft diepe historische en symbolische wortels. De leeuw werd in de middeleeuwen een van de populairste wapendieren in de heraldiek, voornamelijk omdat hij stond voor kracht, moed en koninklijke waardigheid. Als ‘koning der dieren’ was de leeuw het ideale symbool voor vorsten en ridders die hun macht en dapperheid wilden tonen.
In de Lage Landen werd de leeuw een belangrijk heraldisch embleem voor verschillende vorstendommen. Bij het graafschap Vlaanderen (862-1795), een zwarte leeuw op een geel schild, werd ingevoerd door Filips van de Elzas (1168 - 1191), graaf van Vlaanderen. Ook andere vorstendommen, zoals Henegouwen, Namen, Limburg en Luxemburg, voerden een leeuw in hun wapenschild.

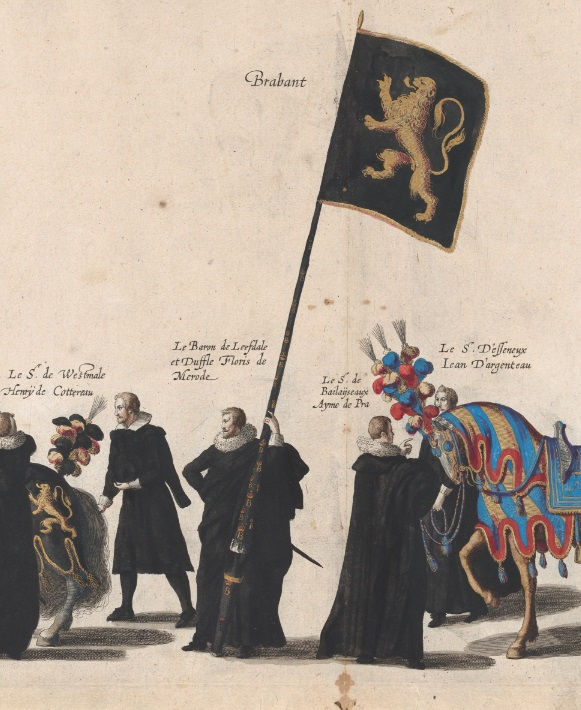
Brabantse Leeuw gedragen door Floris de Merode, baron van Leefdael tijdens de begrafenis van Albert VII. Dit embleem van de hertogen van Brabant is nu het wapen van België.

De eerste hertog van Brabant die een leeuw als heraldisch symbool gevoerd schijnt te hebben was Godfried met de Baard. Godfried, toen al graaf van Leuven, kreeg het gebied in 1106 in leen en voerde de leeuw in zijn vaandel. Hendrik I ging later in de twaalfde eeuw deze leeuw in zijn wapen voeren. Of de leeuw en het schild toen al dezelfde kleuren hadden is niet bekend. De eerste twee bronnen die daar ongeveer gelijktijdig over spreken stammen uit het midden van de dertiende eeuw en geven beide een leeuw van goud op een veld van sabel. Sindsdien is het wapen niet meer veranderd. 

## Brabantse vlaggen

### Provincies
| Vlag | Datum     | Provincie      | Gebruik                                                                                     |
| ---- | --------- | -------------- | ------------------------------------------------------------------------------------------- |
|      | 1831-1995 | Brabant        | Vlag van de (voormalige) provincie Brabant (gebaseerd op de vlag van het Hertogdom Brabant) |
|      | 1995-nu   | Vlaams-Brabant | Vlag van Vlaams-Brabant (Een Brabantse leeuw met het wapen van Leuven)                      |
|      | 1995-nu   | Waals-Brabant  | Vlag van Waals-Brabant (Een Brabantse leeuw met in de bovenste hoeken twee Waalse hanen)    |

### Onder Nederland
| Vlag | Datum     | Provincie    | Gebruik                                                    |
| ---- | --------- | ------------ | ---------------------------------------------------------- |
|      | 1815-1831 | Zuid-Brabant | Vlag van de (voormalige) Nederlands provincie Zuid-Brabant |

### Historisch
| Vlag | Datum     | Land                       | Gebruik                                                                                    |
| ---- | --------- | -------------------------- | ------------------------------------------------------------------------------------------ |
|      | 1183-1795 | Hertogdom Brabant          | Vlag van het Hertogdom Brabant (In zwart een leeuw van goud, genageld en getongd van keel) |
|      | 1789-1790 | Verenigde Belgische Staten | Vlag van de Verenigde Belgische Staten                                                     |

### Gouverneur
| Vlag | Datum     | Provincie                 | Gebruik                                                      |
| ---- | --------- | ------------------------- | ------------------------------------------------------------ |
|      | 1831-1995 | Gouverneur Brabant        | Vlag van de gouverneur van (de voormalige provincie) Brabant |
|      | 1995-Nu   | Gouverneur Vlaams-Brabant | Vlag van de gouverneur van Vlaams-Brabant                    |
|      | 1995-Nu   | Gouverneur Waals-Brabant  | Vlag van de gouverneur van Waals-Brabant                     |

## Varianten
| Vlag | Datum   | Land              | Gebruik |
| ---- | ------- | ----------------- | --- |
|      | 1995-Nu | Brabant           | Variant van de Brabantse vlag gebruikt, Nu voornamelijk in (door) Vlaams- en Waals- Brabant                                                        |
|      | 1995-Nu | Waals-Brabant     | Variant van de vlag van Waals-Brabant met verhouding 2:3 in plaats van 13:15                                                                       |
|      | 1183-Nu | Hertogdom Brabant | Variant van de vlag van het Hertogdom Brabant Gebruikt de leeuw te zien op de vlag van het Graafschap Vlaanderen (in het geel in plaats van zwart) |